# Aerolíneas Argentinas

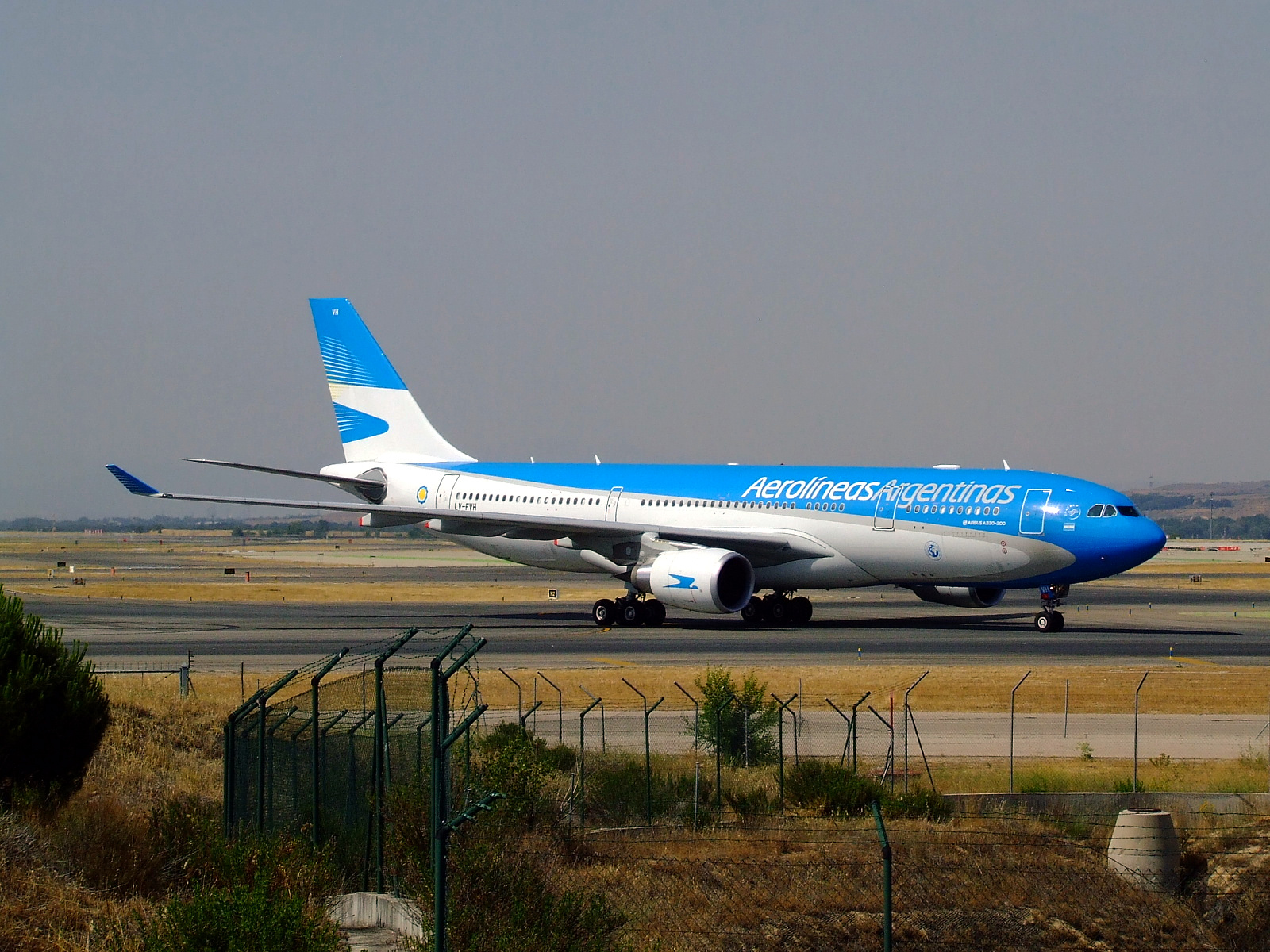
Airbus A330-200 linii Aerolíneas Argentinas na lotnisku Adolfo Suárez Madryt-Barajas

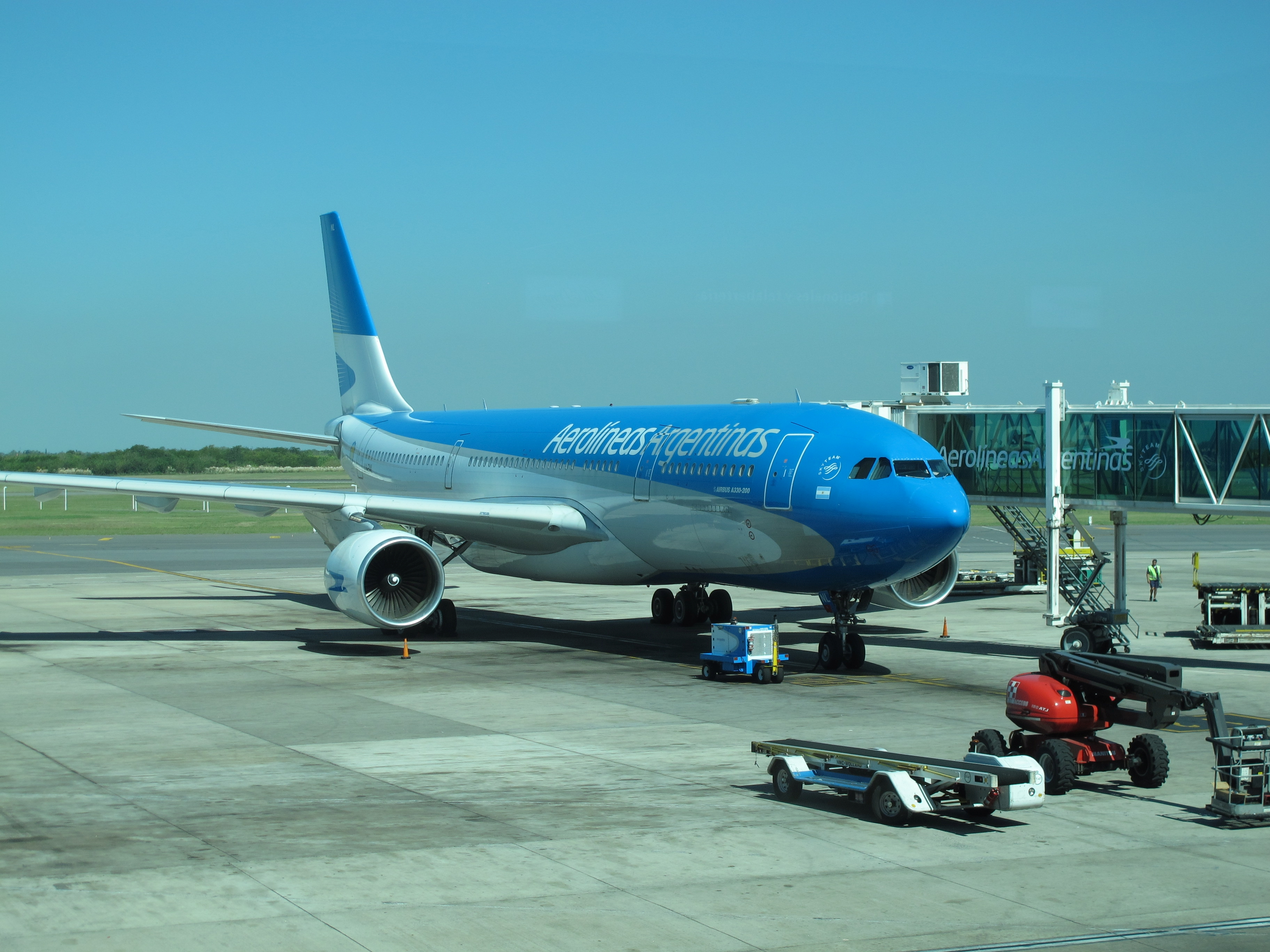
Airbus A330-200 linii Aerolíneas Argentinas na lotnisku Buenos Aires-Ezeiza Ministro Pistarini

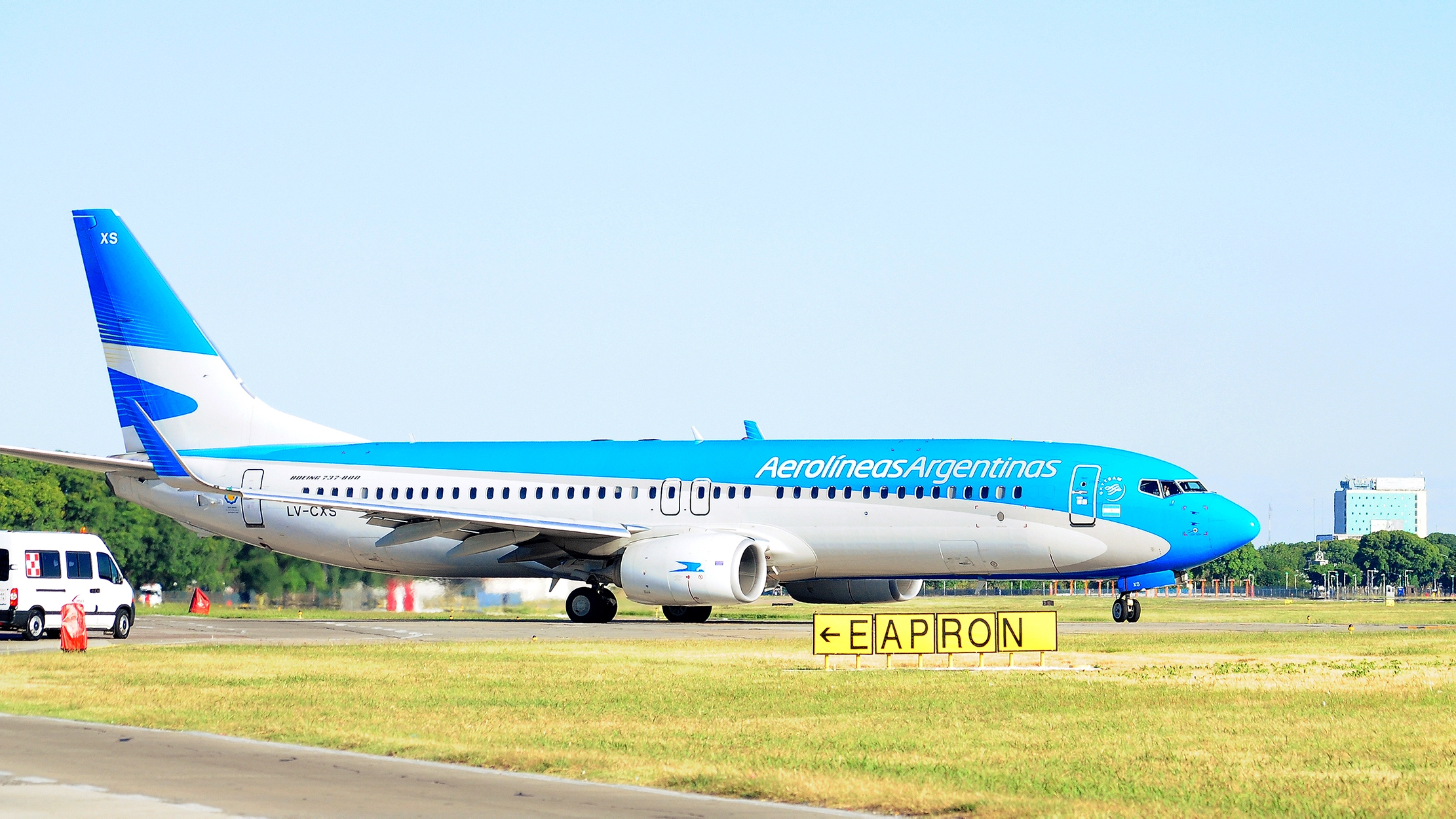
Boeing 737-800 linii Aerolíneas Argentinas na lotnisku Jorge Newbery w Buenos Aires

Aerolíneas Argentinas – największe narodowe argentyńskie linie lotnicze z siedzibą w Buenos Aires. Głównym węzłem jest port lotniczy Buenos Aires-Ezeiza i port lotniczy Jorge Newbery. Siedziba główna znajduje się w Buenos Aires.
Agencja ratingowa Skytrax przyznała liniom trzy gwiazdki.

## Porty docelowe

### Ameryka Południowa
- Argentyna
  - Bahía Blanca (Port lotniczy Bahía Blanca)
  - Buenos Aires (Port lotniczy Jorge Newbery) krajowy węzeł
  - Buenos Aires (Port lotniczy Buenos Aires-Ezeiza) węzeł
  - Comodoro Rivadavia (Port lotniczy Comodoro Rivadavia)
  - Catamarca (Port lotniczy Catamarca)
  - Córdoba (Port lotniczy Córdoba)
  - Corrientes (Port lotniczy Corrientes)
  - El Calafate (Port lotniczy El Calafate)
  - Esquel (Port lotniczy Esquel)
  - Formosa (Port lotniczy Formosa)
  - La Rioja (Port lotniczy La Rioja)
  - Mar del Plata (Port lotniczy Mar del Plata)
  - Mendoza (Port lotniczy Mendoza)
  - Neuquén (Port lotniczy Neuquén)
  - Posadas (Port lotniczy Posadas)
  - Puerto Iguazú (Port lotniczy Cataratas del Iguazú)
  - Resistencia (Port lotniczy Resistencia)
  - Río Gallegos (Port lotniczy Río Gallegos)
  - Río Grande (Port lotniczy Río Grande)
  - Rosario (Port lotniczy Rosario)
  - Salta (Port lotniczy Salta)
  - San Carlos de Bariloche (Port lotniczy Bariloche)
  - San Juan (Port lotniczy San Juan)
  - San Luis (Port lotniczy San Luis)
  - San Martín de los Andes (Port lotniczy San Martín de los Andes)
  - San Rafael (Port lotniczy San Rafael)
  - San Salvador de Jujuy (Port lotniczy San Salvador de Jujuy)
  - Santa Fe (Port lotniczy Santa Fe)
  - Santa Rosa (Port lotniczy Santa Rosa)
  - Santiago del Estero (Port lotniczy Santiago del Estero)
  - Trelew (Port lotniczy Trelew)
  - Tucumán (Port lotniczy Tucumán)
  - Ushuaia (Port lotniczy Ushuaia)
  - Viedma (Port lotniczy Viedma)
- Boliwia
  - Santa Cruz (Port lotniczy Viru Viru)
- Brazylia
  - Florianópolis (Port lotniczy Florianópolis)
  - Porto Alegre (Port lotniczy Porto Alegre)
  - Rio de Janeiro (Port lotniczy Rio de Janeiro-Galeão)
  - São Paulo (Port lotniczy São Paulo-Guarulhos)
- Chile
  - Santiago (Port lotniczy Santiago de Chile)
- Kolumbia
  - Bogota (Port lotniczy Bogota-El Dorado)
- Peru
  - Lima (Port lotniczy Lima-Jorge Chávez)
- Urugwaj
  - Montevideo (Port lotniczy Montevideo-Carrasco)
- Wenezuela
  - Caracas (Port lotniczy Caracas)

### Ameryka Północna
- Meksyk
  - Cancún (Port lotniczy Cancún)
  - Meksyk (Port lotniczy Meksyk-Benito Juarez)
- Stany Zjednoczone
  - Miami (Port lotniczy Miami)
  - Nowy Jork (Port lotniczy Nowy Jork-John F. Kennedy)

### Europa
- Hiszpania
  - Barcelona (Port lotniczy Barcelona)
  - Madryt (Port lotniczy Madryt-Barajas)
- Włochy
  - Rzym (Port lotniczy Rzym-Fiumicino)

### Australia i Oceania
- Australia
  - Sydney (Port lotniczy Sydney-Kingsford Smith)
- Nowa Zelandia
  - Auckland (Port lotniczy Auckland)

## Flota
Według stanu na listopad 2024 flota Aerolíneas Argentinas składała się z 83 samolotów o średnim wieku 11,5 lat:
| Samolot          | Samolot | Samolot   | Liczba miejsc | Liczba miejsc | Liczba miejsc | Uwagi |
| Model            | Aktywne | Zamówione | P             | E             | Łącznie       | Uwagi |
| ---------------- | ------- | --------- | ------------- | ------------- | ------------- | ----- |
| Airbus A330-200  | 10      | -         | 24            | 248           | 272           |       |
| Boeing 737-700   | 7       | -         | 8             | 120           | 128           |       |
| Boeing 737-800   | 30      | -         | 8             | 162           | 170           |       |
| Boeing 737 MAX 8 | 12      | -         | 8             | 162           | 170           |       |
| Embraer E190     | 24      | -         | 8             | 88            | 96            |       |
| Łącznie          | 83      |           |               |               |               |       |